# Alişar Hüyük
Alişar Hüyük es una antigua ciudad del Próximo Oriente, perteneciente a la provincia turca de Yozgat, en la península de Anatolia. Se halla cerca de las modernas ciudades de Alişar y Sarıkaya. A 50 km al noroeste está la ciudad de Yozgat.

## Historia

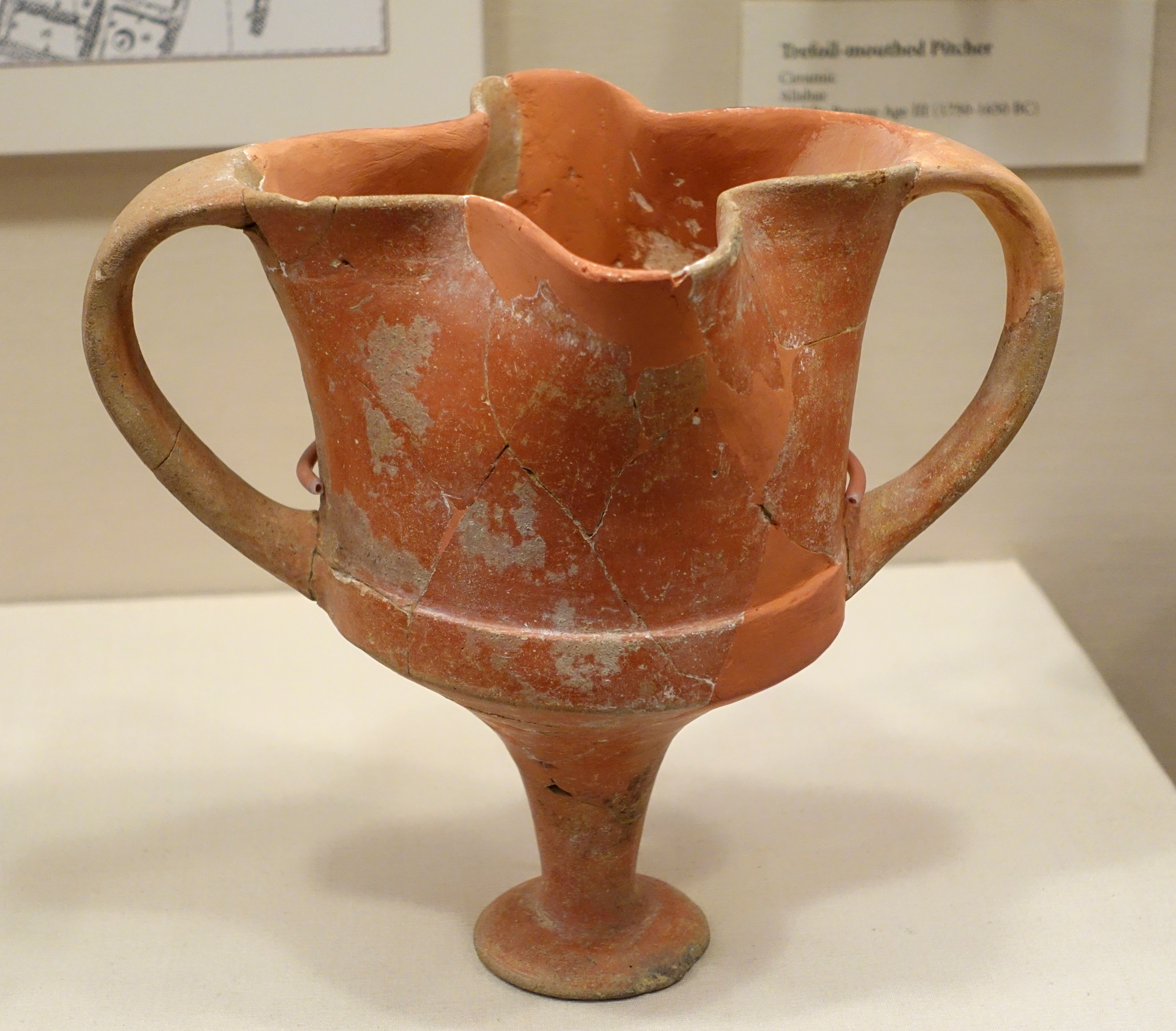
Vasija con boca cuatrifoliada hallada en Alishar, Edad del Bronce Media III (1750-1650 a. C.). Museo del Instituto Oriental, Universidad de Chicago.

Alişar Hüyük tuvo varias fases de ocupación: en el Calcolítico, la Edad del Bronce, y en las épocas hitita y frigia. Se encontraron varias tablillas cuneiformes de la época hitita escritas en el antiguo asirio de Capadocia. La mención en dichas tablillas de la ciudad Ankuwa ha dado pie a especular que el yacimiento es la Ankuwa que aparece en otros textos hititas. Esta teoría quedó desmontada con un texto del reinado de Hattusili II, donde se afirma que Ankuwa cayó bajo el yugo hitita en la Edad del Bronce Final.
En época posthitita los frigios colonizaron grandes territorios de Capadocia, atestiguado por inscripciones frigias. Durante siglos Alişar, según los sellos jeroglíficos encontrados, fue luvita. Asimismo, existen evidencias que hacen suponer el dominio frigio sobre Alişar durante algunos años.
El asentamiento pericilitó en la segunda mitad del segundo milenio a. C. Sus habitantes la abandonaron el siglo VII. Siglos después resurgió, con la construcción durante el mandato de los primeros gobernadores otomanos de edificaciones de carácter seminómada.

## Arqueología
El sitio arqueológico fue excavado entre 1927 y 1932 por un equipo del Instituto Oriental de Chicago. El trabajo fue dirigido por Erich Schmidt. La excavación se reanudó en 1992, dirigida por Ronald Gorny como parte del Proyecto Regional Alisar, aunque la mayor parte del trabajo se ha realizado en la cercana Çadır Höyük.
Está atestiguada la ocupación continuada desde la Edad del Bronce hasta el imperio otomano. Del asentamiento, polinuclear (acrópolis y ciudad baja), con cierta consistencia en la Edad del Bronce Antiguo, se han exhumado viviendas de adobe, cerámicas, concentradas en la ciudadela y la ciudad baja. Del Bronce Medio datan las murallas. Como en otras ciudades anatólicas se han hallado pesas de telares.
El fruto de las excavaciones se exhibe en el Museo de las Civilizaciones de Anatolia de Ankara.